# Shadong (köping i Kina, Guangxi)
Shadong (kinesiska: 沙垌, 沙垌镇) är en köping i Kina. Den ligger i den autonoma regionen Guangxi, i den södra delen av landet, omkring 240 kilometer öster om regionhuvudstaden Nanning. Antalet invånare är 23294. Befolkningen består av 11 731 kvinnor och 11 563 män. Barn under 15 år utgör 36 %, vuxna 15-64 år 54 %, och äldre över 65 år 9,0 %.
Genomsnittlig årsnederbörd är 2 358 millimeter. Den regnigaste månaden är augusti, med i genomsnitt 354 mm nederbörd, och den torraste är januari, med 31 mm nederbörd.